# Охіра Масайосі
Масайосі Охіра (яп. 大平 正芳; нар. 12 березня 1910, Канонджі — пом. 12 червня 1980, Токіо) — японський політичний і державний діяч, а також 68-й і 69-й прем'єр-міністр Японії від 7 грудня 1978 по 12 червня 1980 року. Він є останнім прем'єр-міністром Японії, який помер при виконанні службових обов'язків.

## Біографія
Закінчив університет Хітоцубасі.
Охіро був обраний на пост голови ЛДП наприкінці 1978 року.
7 грудня 1978 він був призначений 68-м прем'єр-міністром, успішно усуваючи Такео Фукуду від займаної посади.
Охіро був шостим християнином на цій посаді.
Генеральний секретар кабінету міністрів Масайосі Іто зайняв місце Охіро після його смерті, як депутат. За прем'єр-міністром, після виборів слідував Дзенко Судзукі.